# The Misadventures of Tron Bonne
The Misadventures of Tron Bonne, conosciuto in Giappone come Tron ni Kobun (トロンにコブン?), è un videogioco sviluppato e pubblicato dalla Capcom per PlayStation. Pubblicato in Giappone nel 1999 ed in America del Nord ed Europa nel 2000, il videogioco fa parte del franchise Mega Man Legends (Rockman DASH) ed è il prequel del primo videogioco della serie. Invece che ruotare intorno ai personaggi "buoni" di Megaman Volnutt e Roll Caskett, il gioco segue le vicende dell'antagonista Tron Bonne, facente parte della famiglia di pirati e criminali Bonne.

## Trama
Il leader della famiglia, Teisel Bonne, cerca un'antica rovina (le Rovine di Nakkai) per cercare di scoprire un gigantesco e preziosissimo rifrattore (la lacrima di Diana). Ha un breve incontro con Bon Bonne, ma lui e Bon vengono rapidamente sottomessi e catturati da Glyde, un pirata dell'aria rivale al servizio di Mr. Loath. Tron scopre che il denaro utilizzato per costruire la fortezza volante dei Bonne è stato finanziato da Mr. Loath, e può solo guardare impotente, avendo scelto di agire come Spotter per la missione. Dopo aver scoperto che Teisel è inadempiente sul suo prestito di 1.000.000 di zenny, si rende conto che non ha altra scelta che pagare il prestito, o Teisel e Bon non saranno più visti. Non vedendo altre opzioni, Tron indossa un mecha Gustaff personalizzato e, insieme al suo esercito di 40 Servbot identici, inizia la sua ricerca per pagare il riscatto con ogni mezzo possibile; soprattutto in caso di furto.
Durante ripetute rapine in banca, Tron incontra (e in una certa misura, fa amicizia) con l'agente Denise Marmalade, che ripetutamente non riesce a fermarla, anche quando ingaggia Tron nel suo mecha della polizia. Nelle caverne, i Servbot trovano le tre Pietre dell'Aurora, aiutano lo spirito irrequieto di un uomo morto nel tentativo di trovare la Fontana della Giovinezza (che era, in realtà, una forma primitiva di birra alla radice) e aiutano due Scavatori ad innamorarsi. E nelle rovine, Tron esplora alla ricerca di preziosi manufatti, tra cui la Lacrima di Diana (che Teisel avrebbe dovuto trovare).
Dopo varie avventure, Tron porta il milione di zenny a Mr. Loath, che poi afferma che Teisel deve anche interessi sul suo prestito, per la somma di due milioni di zenny. Procede all'acquisizione del denaro richiesto e le viene quindi detto che deve interessi sugli interessi. Rendendosi conto che Loath non lascerà mai andare Teisel e Bon, anche lei viene catturata e messa nella cella di Teisel.
A questo punto, il giocatore prende il controllo del suo Servbot preferito (che ha le caratteristiche "parti della testa rossa"), che parte per una missione di salvataggio. Anche se il Servo Favorito riesce a liberare Teisel, Tron e Bon Bonne, e poi Tron riesce a sconfiggere Glyde, Loath è ancora in grado di attivare la sua arma segreta: il Colosso. I Bonne in un primo momento tentano di attaccarlo con le armi della Gesselschaft, ma questo non ha quasi alcun effetto, e il fuoco di risposta del Colosso fa sì che Tron sia gravemente ferito e Teisel venga gettato in mare. Così, il Servbot Preferito e il suo equipaggio di Servbot devono affrontare il Colosso nel Gustaff. Ci riescono, sconfiggendo finalmente Loath e Glyde una volta per tutte. E per assicurarsi che non causino mai più problemi, Tron li consegna alla polizia, salvando il lavoro dell'agente Denise nel processo (poiché le viene dato il merito di averli catturati).
Finalmente risolta la questione, i Bonne, riuniti, partirono per l'isola di Kattelox. Mentre è in volo, il Servo Favorito lancia accidentalmente un gigantesco Rifrattore vinto da Loath con la spazzatura, facendo impazzire Tron e Teisel e costringendo un pit stop per cercarlo. Qualche tempo dopo, si svolgono gli eventi di Mega Man Legends.